# Lombard Street (San Francisco)
Lombard Street és un carrer de San Francisco (Califòrnia), especialment conegut per un tram de gran pendent resolt amb vuit corbes de ferradura. El nom del carrer fa referència al Lombard Street de Philadelphia —indret on s'inicià la revolta racial de Lombard Street de 1842— i fou anomenat així per James o'Farrell, llavors supervisor d'obres de la ciutat.

## Traçat del carrer
L'extrem occidental de Lombard Street es troba a dins del Presidio de San Francisco, al Presidio Boulevard. Seguidament, el carrer travessa el barri de Cow Hollow i, al llarg de dotze travessies és també una carretera, la Ruta 101. Seguidament, el carrer s'endinsa al barri de Russian Hill fins a Tellegraph Hill, on fa un gir cap al sud i esdevé el Boulevard Telegraph Hill fins que arriba a Pioneer Park i a la Torre Coit. El carrer es torna a anomenar Lombard Street a partir de Winthrop Street i s'acaba a Embarcadero.
Lombard Street és especialment conegut per un tram situat al barri de Russian Hill, entre Hyde Street i Leavenworth Street. En aquest tram, el carrer fa vuit giragonses que l'han convertit en un indret de gran atractiu turístic, sovint anomenat —erròniament— "el carrer més sinuós del món". Aquest traçat va ser suggerit per Carl Henry, un promotor immobiliari de la zona, i fou construït l'any 1922, segons un projecte de l'enginyer civil Clyde Healy. L'objectiu principal de transformar un carrer recte en un carrer sinuós era el de fer-lo apte per a vehicles, ja que la inclinació natural del turó per on passa el carrer (27%) impossibilitava que els cotxes de l'època poguessin transitar-hi i suposava un perill pels vianants, habituats a caminar per carrers amb un màxim d'un 4'8% aproximadament de desnivell. Un cop finalitzada l'obra, el desnivell del carrer —llavors de doble sentit de circulació— era del 16%, i els vianants el podien superar a través dels 250 graons instal·lats a les voreres.
Si s'estirés, el tram sinuós del carrer mesuraria uns 125 metres de longitud, —i des de 1939— és un tram d'un sol sentit de circulació (d'oest a est, costa avall) i està pavimentat amb maó vermell. Es recomana que els vehicles circulin per aquesta zona a una velocitat d'uns 8 quilòmetres per hora.

## Galeria

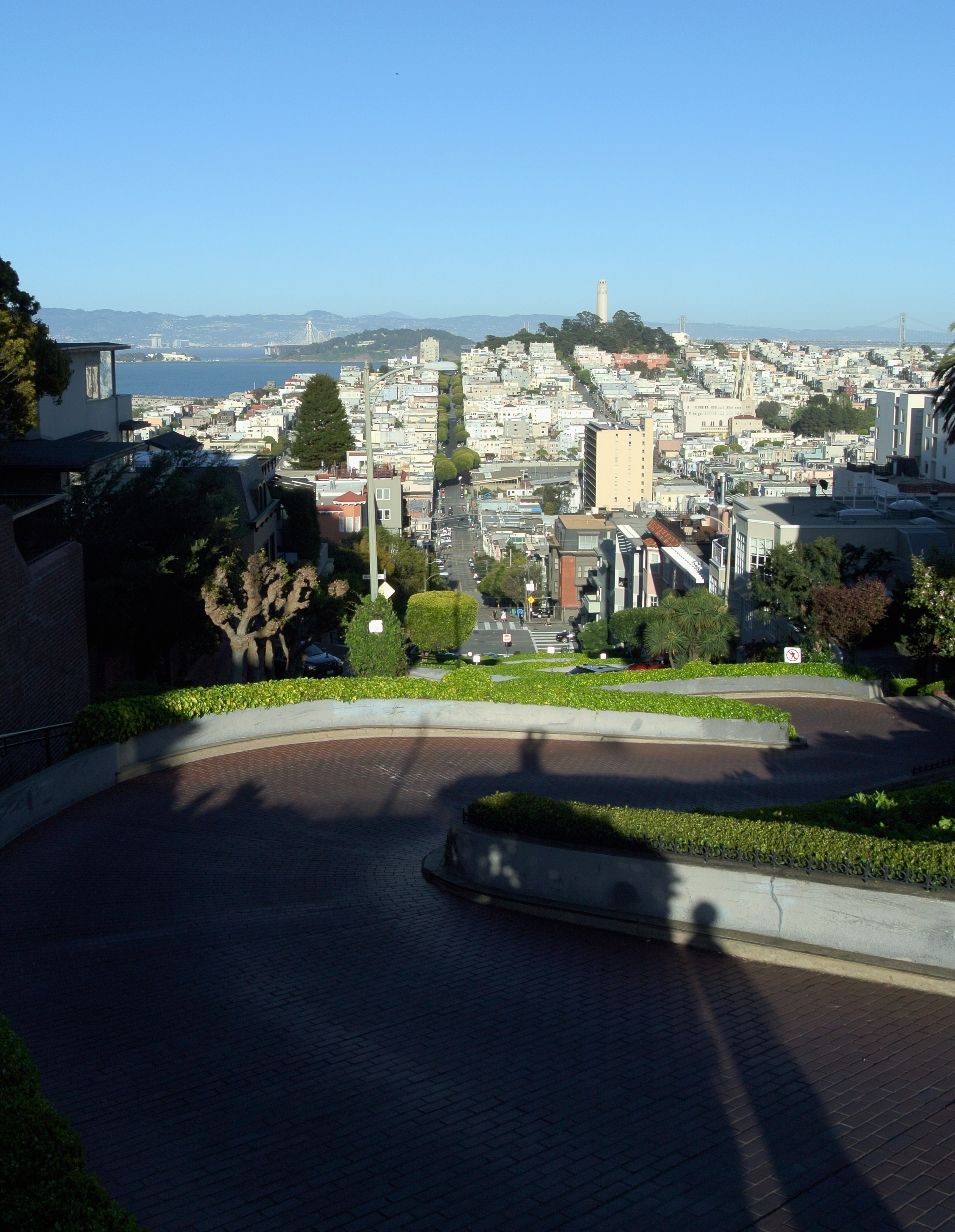
El fragment més famós del carrer vist des de l'oest. Al fons, Telegraph Hill i la Torre Coit al capdamunt.
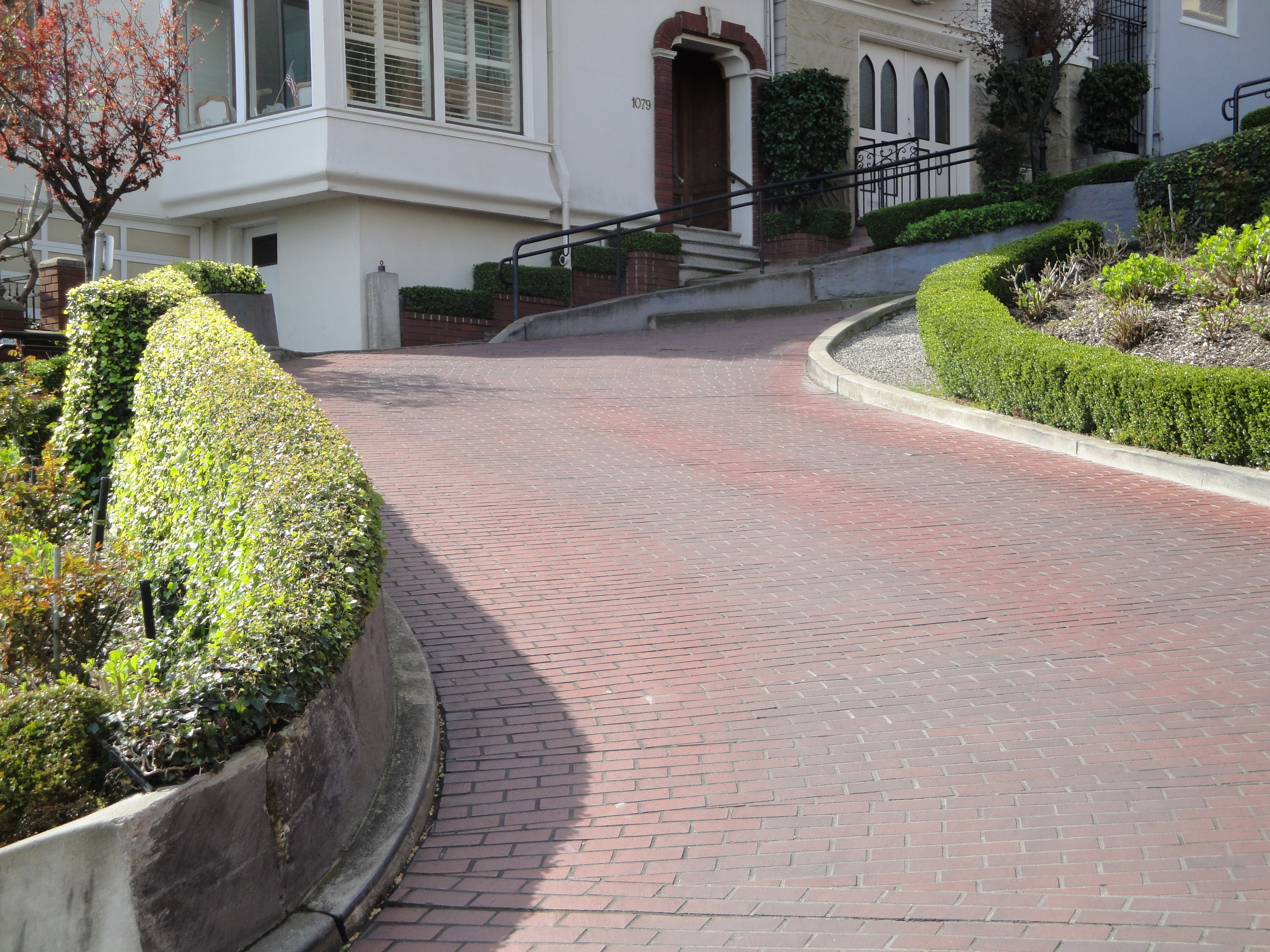
El tram sinuós de Lombard Street, mirant des de la part baixa del pendent
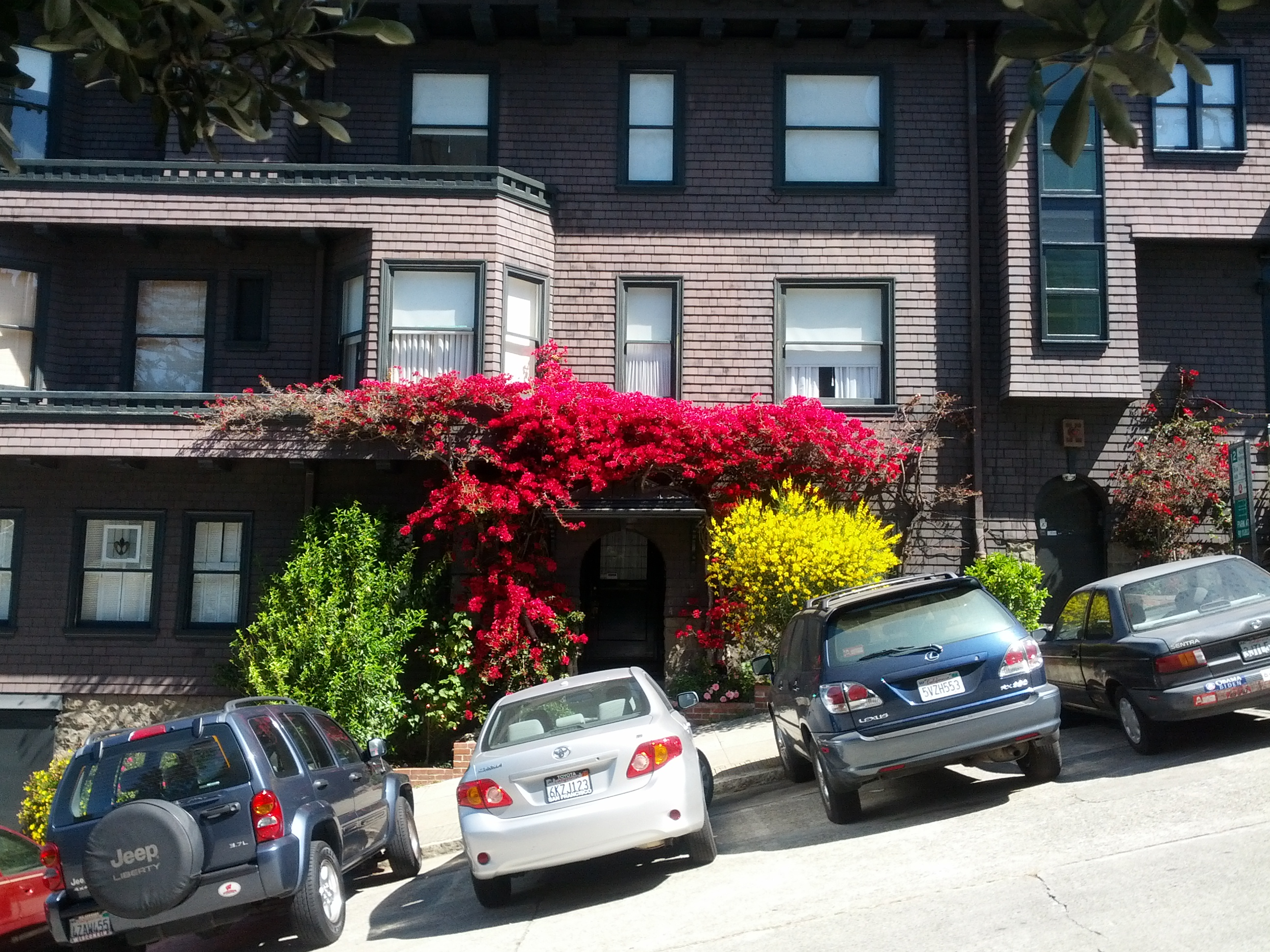
Els cotxes aparcats permeten percebre el pendent del carrer, d'un 27%.
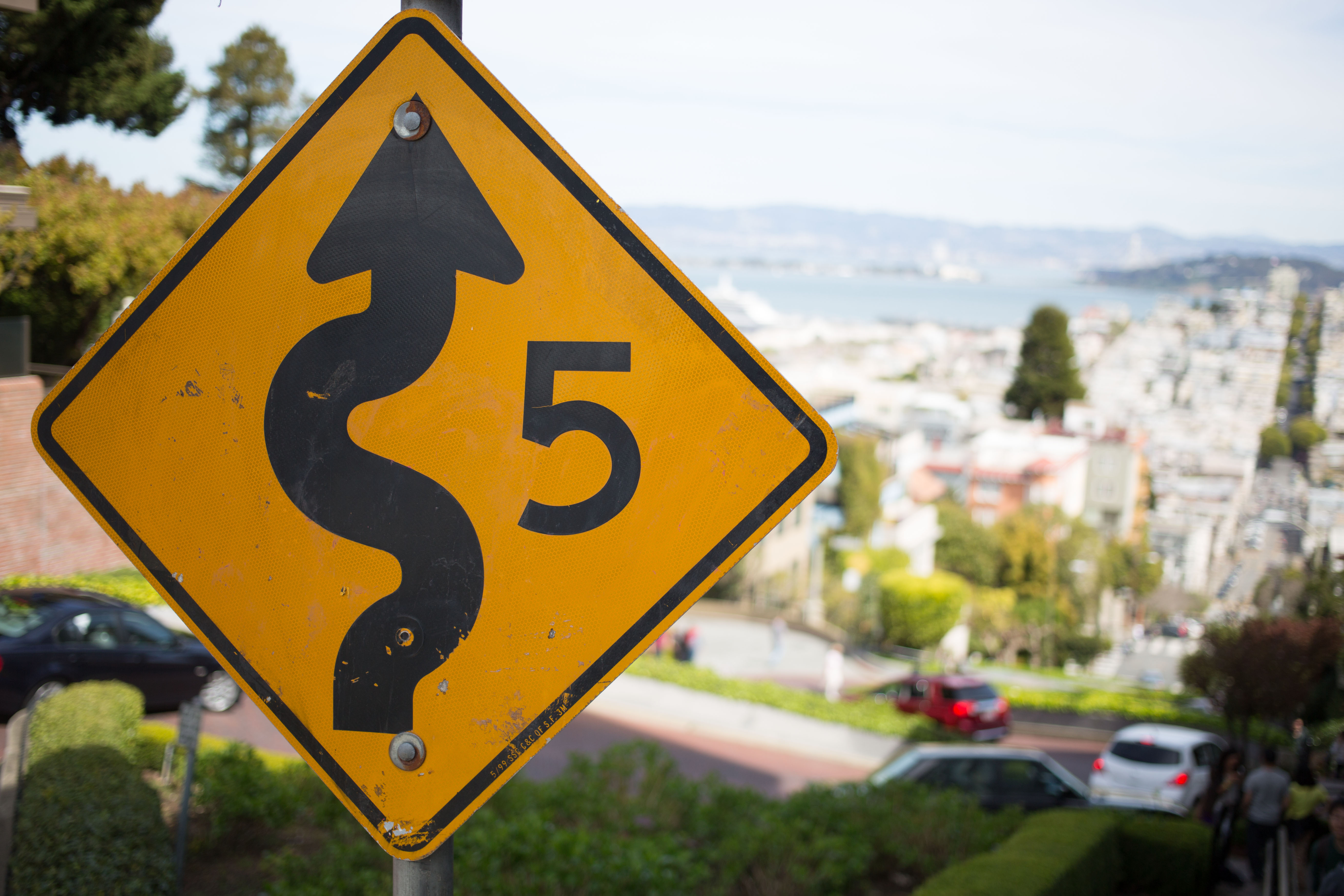
Senyal al capdamunt del tram sinuós del carrer que recomana circular a 5 milles per hora (uns 8 quilòmetres per hora).
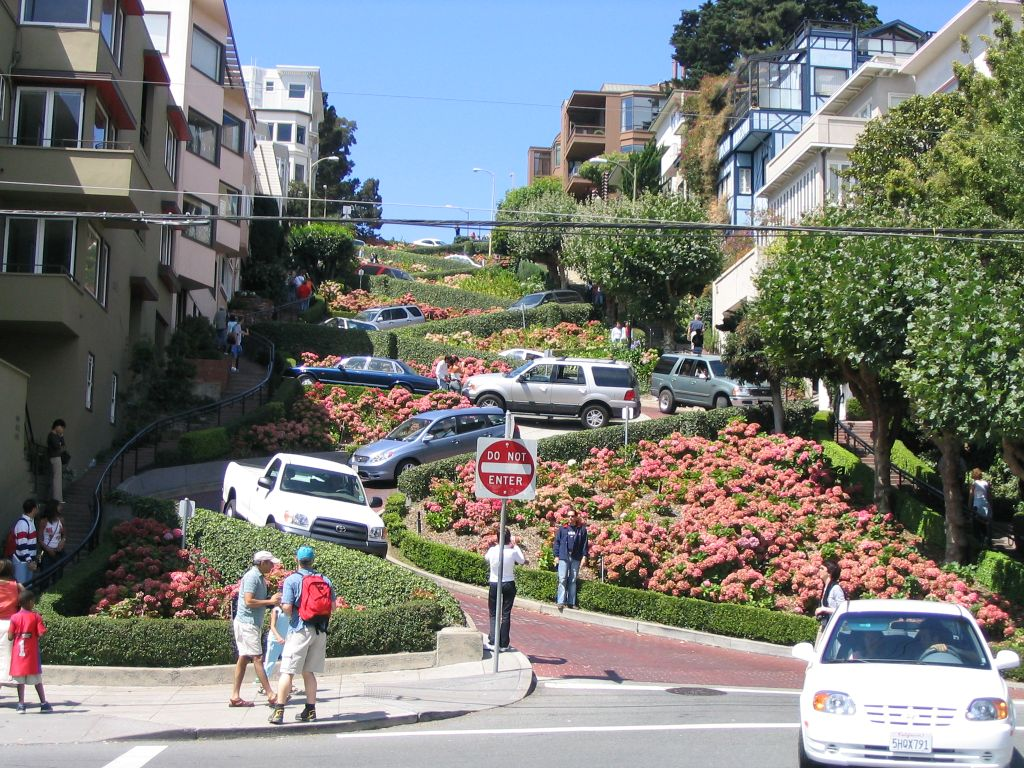
Els girs de ferradura i els jardins d'aquest tram de carrer l'han convertit en una zona molt freqüentada per turistes.
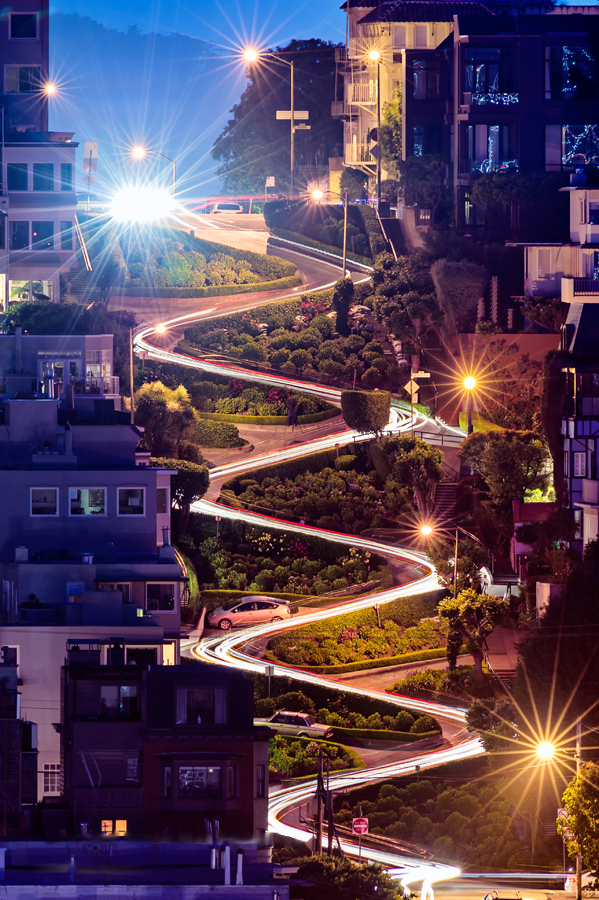
Vista nocturna dels vuit girs de ferradura